# Lorenzo Gilyard
Lorenzo Gilyard (ur. 24 maja 1950 w Kansas City) – amerykański seryjny morderca i gwałciciel, zwany dusicielem z Kansas City. W latach 1977–1993 zgwałcił, a następnie zamordował w Kansas City trzynaście kobiet. Uważa się, że ma na sumieniu największą liczbę ofiar spośród seryjnych morderców działających w stanie Missouri.

## Młodość
Lorenzo Jerome Gilyard Jr. wychował się w dysfunkcyjnej rodzinie, popadającej w konflikty z prawem. Jego ojciec odbywał wyrok w więzieniu za napaść na tle seksualnym i gwałt. Brat został skazany na dożywocie za zabójstwo dilera narkotyków, natomiast siostra, pracująca jako prostytutka – na 11 lat więzienia za zadźganie nożem swojego klienta, który zapłacił jej zbyt mało. Od młodzieńczych lat był nadpobudliwy seksualnie – w późniejszych latach zdiagnozowano u niego seksoholizm. Po ukończeniu 18 roku życia był wielokrotnie zatrzymywany pod zarzutem napaści na tle seksualnym oraz gwałtów. Gdy miał 18 lat, ożenił się po raz pierwszy. Żona rozwiodła się z nim kilka lat później ze względu na przemoc domową z jego strony. Po jego aresztowaniu pod zarzutem morderstw, kobieta wyznała, że była gwałcona przez męża nawet kilka razy dziennie, jednak w obawie przed jego zemstą nie zawiadomiła o tym policji. W późniejszych latach Gilyard był żonaty jeszcze 3 razy i spłodził łącznie 11 dzieci, w tym również nieślubnych.

## Zbrodnie
W 1974 roku Gilyard dopuścił się gwałtu i został aresztowany, jednak zwolniono go z braku dowodów. Rok później zgwałcił 13-letnią dziewczynkę i ponownie został aresztowany. Za ten czyn skazano go na zaledwie 9 miesięcy więzienia. Opuściwszy zakład karny, zatrudnił się jako kierowca śmieciarki.
W 1977 roku Gilyard dopuścił się pierwszego morderstwa. W 1979 roku uprowadził parę nastolatków, chłopaka sterroryzował, a dziewczynę zgwałcił na jego oczach. Gilyard został oskarżony o tę zbrodnię, jednak odpowiadał z wolnej stopy. W trakcie oczekiwania na proces dopuścił się drugiego morderstwa. Niedługo później, ze względu na brak dowodów, został uniewinniony w sprawie pary nastolatków. W 1980 roku Gilyard groził śmiercią swojej byłej, trzeciej żonie. Wkrótce potem napadł na nią i dotkliwie ją pobił. Za ten czyn został skazany na więzienie.
Tuż po wyjściu z więzienia w 1982 roku dokonał trzeciego morderstwa. Policjanci początkowo nie łączyli trzech morderstw. W 1986 roku Gilyard wpadł w szał zabijania i do 1987 roku zamordował osiem prostytutek. Wszystkie ofiary miały skrępowane ręce, przed śmiercią były gwałcone, a na koniec uduszone. Gilyard do duszenia kobiet używał tego, co miał pod ręką, np. części garderoby ofiar. Obnażone zwłoki ofiar porzucał w parkach i ustronnych zaułkach. Śledztwo od początku napotykało trudności. W tym samym czasie w Kansas City działał inny seryjny morderca – Robert Berdella, zwany rzeźnikiem z Kansas City. Śledczy musieli więc tropić jednocześnie dwóch psychopatów.
W przypadku morderstwa Shelii Ingold z listopada 1987 roku, Gilyard został przesłuchany w charakterze podejrzanego i została od niego pobrana próbka krwi, jednak nie znaleziono dowodów, pozwalających na przypisanie mu tej zbrodni. Wydarzenie to sprawiło, że Gilyard przestraszył się i przestał mordować do 1989 roku. 4 lata później - w 1993 roku, zgwałcił i zabił swą ostatnią ofiarę. Przez kolejne lata Gilyard był oskarżany o molestowanie seksualne oraz stalking. Napastował seksualnie swoją sąsiadkę, która ze strachu przed nim wyprowadziła się do innego miasta.

## Aresztowanie i proces
W 2004 roku śledztwo w sprawie dusiciela z Kansas City zostało wznowione. Przez ten czas rozwinęła się technika badań DNA. Śledczy rozpoczęli od porównania DNA z próbek krwi pobranych od wszystkich podejrzanych w latach 80. z próbkami zabezpieczonymi na miejscach zbrodni. Okazało się, że DNA Gilyarda znaleziono na wszystkich ofiarach dusiciela oraz zwłokach Helgi Kruger, zamordowanej w lutym 1989 roku, a do tej pory nie uznawanej za ofiarę dusiciela. Kilka dni później Gilyard został aresztowany i postawiony w stan oskarżenia. Nigdy nie przyznał się do popełnienia zarzucanych mu czynów, a odnalezienie jego DNA tłumaczył byciem stałym klientem zamordowanych kobiet. Później wycofał się z tych zeznań i oskarżył policję o sfabrykowanie dowodów. W 2007 roku Gilyard został skazany na dożywocie.

## Ofiary Lorenzo Gilyarda
W 2007 roku Gilyard został uznany winny zabójstwa następujących osób: 
| Lp. | Ofiara             | Wiek | Data odnalezienia zwłok |
| --- | ------------------ | ---- | ----------------------- |
| 1.  | Stacie L. Swofford | 17   | 17 kwietnia 1977        |
| 2.  | Gwendolyn Kizine   | 15   | 23 stycznia 1980        |
| 3.  | Margaret Miller    | 17   | 9 maja 1982             |
| 4.  | Catherine Barry    | 34   | 14 marca 1986           |
| 5.  | Naomi Kelly        | 23   | 16 sierpnia 1986        |
| 6.  | Debbie Blevins     | 32   | 27 listopada 1986       |
| 7.  | Ann Barnes         | 36   | 17 kwietnia 1987        |
| 8.  | Kellie Ford        | 20   | 9 czerwca 1987          |
| 9.  | Angela Mayhew      | 19   | 12 września 1987        |
| 10. | Sheila Ingold      | 36   | 3 listopada 1987        |
| 11. | Carmeline Hibbs    | 30   | 19 grudnia 1987         |
| 12. | Helga Kruger       | 26   | 12 lutego 1989          |
| 13. | Connie Luther      | 29   | 11 stycznia 1993        |

Przypisuje mu się także zabójstwo 21-letniej Pauli Davis w sierpniu 1987 roku. Davis mieszkała w Kansas City, jednak jej zwłoki odnaleziono 880 kilometrów od miasta, co sprawia, że niektórzy śledczy powątpiewają w winę Gilyarda.